# Ahmed Shamiya
Ahmed Shamiya – kanadyjski zapaśnik walczący w stylu wolnym. Srebrny medalista mistrzostw panamerykańskich w 2015. Triumfator igrzysk frankofońskich w 2017. Zawodnik Uniwersytetu McMaster.